# Pedro Lombardía
Pedro Lombardía Díaz, (Córdoba, 14 de agosto de 1930-Pamplona, 28 de abril de 1986) fue un jurista español.

## Biografía

### Formación académica
Cuando contaba pocos años, durante la guerra civil española falleció su padre, por lo que su familia sufrió diversas penurias económicas. Tras los estudios elementales, comenzó la carrera de Derecho, en la Universidad de Granada. Durante su etapa universitaria conoció el Opus Dei, y decidió formar parte de él como miembro numerario.
En 1949, se trasladó a Roma, donde residirá tres años, estudiando Derecho Canónico en el Angelicum. Allí contactó con la escuela exegética y obtuvo el doctorado. En 1953 regresó a España, a la recién creada Universidad de Navarra, donde impartió su docencia en Derecho Canónico.

### Labor docente
Canonista y eclesiasticista, cabeza de la Escuela de Lombardía y pionero del estudio del Derecho Eclesiástico del Estado en España. Fue catedrático de Derecho Canónico y Derecho Eclesiástico del Estado en la Universidad de Navarra y en la Universidad Complutense de Madrid. Asimismo, fue presidente de la Asociación Internacional para el Estudio del Derecho Canónico y consultor de la Comisión Pontificia para la Revisión del Código de Derecho Canónico. 
Fue fundador y editor de la revista Ius Canonicum (1961-), fundador y primer director del Anuario de Derecho Eclesiástico del Estado (1985-) y autor de numerosas investigaciones y publicaciones.
Como canonista, la principal preocupación de Lombardía fue la renovación metodológica de la ciencia canónica, mayoritariamente estancada en los métodos exegéticos del siglo XIX, y la insistencia en la auténtica juridicidad del Derecho canónico, controvertida por tendencias teologizantes como la de la escuela de Múnich (Morsdorf). La defensa de la juridicidad, empero, no supuso una actitud juridicista en la obra de Lombardía ni una aceptación de postulados positivistas incompatibles con las peculiaridades propias del ordenamiento canónico.
Durante los primeros años de su vida académica Lombardía siguió los postulados de la escuela italiana de canonistas, representada por Del Giudice, D'Avack, Scavo Lombardo, Giacchi, Dossetti, Fedele, Petroncelli, Gismondi, De Luca, Olivero, entre otros. Esta escuela propugnaba por la modernización metodológica del Derecho canónico a partir de la adopción de una perspectiva sistemática, fuertemente influida por las teorías del ordenamiento jurídico de Santi Romano. Para estos autores el derecho canónico debía ser entendido como un sistema normativo, armónico y coherente, cuyo criterio de unidad estaría en el acto creador de normas por parte de la autoridad eclesiástica. En otras palabras, el Derecho canónico sería el conjunto de normas creadas por la autoridad eclesiástica y el derecho divino solamente tendría un valor estrictamente jurídico en la medida en que fuera "canonizado", es decir, reconocido por una autoridad positiva.
Aunque, como se mencionó anteriormente, durante la primera etapa de su andadura académica Lombardía se vio fuertemente influenciado por los postulados de la escuela italiana (como se puede observar en su obra primeriza titulada Contribución a la Teoría de la Persona Física en el Ordenamiento Canónico), pronto fue abandonando esta posición por entender que la teoría de la Canonizatio hacía depender la obligatoriedad jurídica del derecho divino de la voluntad humana y se nutría de un positivismo, no del todo compatible con las peculiaridades propias del Derecho Canónico.
Un testigo excepcional del giro metodológico de Lombardía respecto de los postulados de la Escuela italiana es Javier Hervada, su primer y más cercano colaborador. La descripción de Hervada sobre la «conversión metodológica» de Lombardía es elocuente:

Discípulo directo del maestro Del Giudice, bajo su égida comenzó a trabajar en esta línea mediante lo que fuera su tesis doctoral en derecho "la persona física en el derecho canónico". Su publicación llegó a estar anunciada en las tapas de los primeros libros de la "Colección Canónica" de esta Universidad, pero nunca llegó a ir a la imprenta. La razón no fue otra que la primera gran conversión metodológica de Lombardía, que fue fraguando durante los cursos 1958-59 y 1959-60.¿Cuál fue esta conversión? En breves palabras fue éste: La solución de Del Giudice con su teoría de la canonizatio, que Lombardía aplicaba al tratamiento de la persona física, era ingeniosa pero lejos de resolver el problema, lo dejaba intacto. Era necesario un método jurídico que, recogiendo lo mejor de la modernidad, asumiese el derecho natural y el derecho divino positivo como verdaderos derechos, de modo directo y no por mediación humana.

Teniendo en vista esta meta, Lombardía empezó a modelar un nuevo modo de aproximación al derecho canónico que impregnó todo su magisterio y sus escritos académicos. Pronto, Lombardía convocó en torno de sí a una serie de canonistas jóvenes, que compartían su preocupación por la renovación metodológica del derecho canónico y formaron lo que hoy se conoce como Escuela de Lombardía. Entre los principales exponentes de la Escuela de Lombardía figuran Javier Hervada (considerado como uno de los dos cofundadores de la escuela), Alberto de la Hera, José Antonio Souto Paz, Juan Fornés, Pedro Juan Viladrich, Víctor Reina, José M González del Valle, Gregorio Delgado, Iván C. Ibán, Pedro Antonio Perlado y María José Ciaurriz.
El nuevo modo de acercamiento al derecho canónico propuesto por la Escuela de Lombardía se centra en los siguientes puntos, expuestos y desarrollados de modo muy especial por Javier Hervada:
1. Ser canonista es ser jurista y su corolario, el derecho canónico es derecho. Este postulado distingue claramente a la escuela de Lombardía de concepciones muy difundidas durante el siglo XX, según las cuales el derecho canónico es parte de la teología, la moral, la pastoral o la sociología.
2. Pureza Metodológica Formal. Dado que el Derecho canónico es auténtico Derecho, la perspectiva formal desde la cual canonista debe aproximarse a su objeto de estudio es la propia del derecho, esto es, la perspectiva de la justicia. La pureza metódica formal se diferencia radicalmente de la pureza metodológica absoluta propia del positivismo, pues no consiste en la total escisión del mundo de lo jurídico ni implica el desconocimiento de las obvias conexiones del Derecho con otras disciplinas o la negación de la unidad de lo real. El derecho no es, pues, una mera formalidad carente de contenido sino una realidad entendida desde una perspectiva epistemológica determinada por el criterio de la justicia.
3. Método sistemático y división en ramas. Este principio propone sustituir la aproximación exegética de a las normas individuales por una consideración global del ordenamiento canónico, entendido como un conjunto de relaciones jurídicas, normas, principios, sujetos, deudas y derechos, cuya organización posee una dimensión estructural y estática (elementos del derecho) y una dimensión dinámica (momentos del derecho) en virtud de la cual la estructura canónica se adapta a las exigencias históricas.

Por otra parte, la adopción de un método sistemático implica conciliar la visión de conjunto del ordenamiento canónico con la división de la ciencia canónica en ramas jurídicas particulares como, el derecho constitucional, el derecho administrativo, el derecho de la organización eclesiástica o el derecho penal. En especial, es importante la insistencia de Lombardía en la distinción entre lo que pertenece a la dimensión constitucional del ordenamiento canónico y aquello que no reviste carácter fundamental. De hecho, la ciencia del derecho constitucional canónico debe mucho a las aportaciones de Lombardía.
Un segundo aspecto importante de la obra de Pedro Lombardía es la insistencia en la necesidad de complementar la visión tradicional del Derecho Canónico como disciplina o conjunto de mandatos de la autoridad y deberes en cabeza de los fieles, con una nueva perspectiva centrada en la libertad y en los derechos de los fieles. Este último aspecto es, en opinión de Lombardía, de Derecho divino. La preocupación lombardiana por la libertad y los derechos de los fieles se tradujo en su interés por los derechos fundamentales de los fieles, continuado en la obra de sus discípulos.
Asimismo, es importante destacar los estudios de Lombardía sobre la persona física en el Derecho Canónico y su tesis sobre la necesidad de abandonar la concepción estamental de la Iglesia, por una basada en el principio de la igualdad fundamental de los fieles, anterior a la diferencia en las funciones.
Aparte de sus aportaciones al Derecho Canónico Lombardía se destacó por su papel protagónico en la consolidación de la ciencia del Derecho Eclesiástico del Estado. Sus principales aportaciones a esta disciplina son el manual de Derecho Eclesiástico publicado en Pamplona, y la fundación del Anuario de Derecho Eclesiástico de la Universidad Complutense.